# A Girl of the Limberlost
A Girl of the Limberlost er en amerikansk stumfilm fra 1924 af James Leo Meehan.

## Medvirkende
- Gloria Grey som Elnora Comstock
- Emily Fitzroy som Kate Comstock
- Arthur Currier som Robert Comstock
- Raymond Mckee som Phillip Ammon
- Gertrude Olmsted som Edith Cart
- Cullen Landis som Hart Henderson
- Alfred Allen som Wesley Sinton